# Monorotaia urbana di Chiba
La monorotaia urbana di Chiba (千葉都市モノレール?, Chiba toshi Monorēru) è una monorotaia in servizio nella città di Chiba, in Giappone. La monorotaia è costituita da due linee, entrambe realizzate con la tecnologia della ferrovia sospesa, ed è la rete di questo tipo più estesa al mondo, con 15,2 km di estensione.

## Linee

### Linea 1
La linea 1 della monorotaia urbana di Chiba connette le stazioni di Chiba-Minato (porto) con la stazione di Kencho-mae (sede della prefettura) con un percorso di 3,2 km. Fra i due capolinea sono presenti quattro fermate intermedie.
| Stazione       | Giapponese | Distanza in km | Collegamenti                                                                                               |
| -------------- | ---------- | -------------- | --- |
| Chiba-Minato   | 千葉みなと | –              | ■ Linea Keiyō                                                                                              |
| Shiyakusho-Mae | 市役所前   | 0,7            | |
| Chiba          | 千葉       | 1,5            | ■ Linea principale Sōbu ■ Linea Narita ■ Linea Uchibō ■ Linea Sotobō ■ Linea Chūō-Sōbu ■ Linea Sōbu Rapida |
| Sakaechō       | 栄町       | 2,0            | |
| Yoshikawa-Kōen | 葭川公園   | 2,5            | |
| Kenchō-Mae     | 県庁前駅   | 3,2            | |

### Linea 2
La linea 2 unisce la stazione di Chiba con quella di Chishiro-dai. Su 12 km di percorso sono presenti 13 stazioni. Quasi tutti i treni entrano sulla linea 1 e proseguono fino a Chiba-Minato.
| Stazione          | Giapponese       | Distanza in km | Collegamenti                                                                                               |
| ----------------- | ---------------- | -------------- | --- |
| Chiba             | 千葉             | 0,0            | ■ Linea principale Sōbu ■ Linea Narita ■ Linea Uchibō ■ Linea Sotobō ■ Linea Chūō-Sōbu ■ Linea Sōbu Rapida |
| Chiba-Kōen        | 千葉公園         | 1,1            | |
| Sakusabe          | 作草部           | 1,8            | |
| Tendai            | 天台             | 2,5            | |
| Anagawa           | 穴川             | 3,4            | |
| Sports Center     | スポーツセンター | 4,0            | |
| Dōbutsu-Kōen      | 動物公園         | 5,2            | |
| Mitsuwadai        | みつわ台         | 6,2            | |
| Tsuga             | 都賀             | 7,7            | ■ Linea principale Sōbu                                                                                    |
| Sakuragi          | 桜木             | 9,0            | |
| Oguradai          | 小倉台           | 10,2           | |
| Chishiro-dai-Kita | 千城台北         | 11,2           | |
| Chishiro-dai      | 千城台           | 12,0           | |

## Progetti futuri
Sono stati proposti diversi progetti di estensioni della linea 1, fra cui un'estensione di 3,4 km con 5 stazioni da Kenchō-mae Station all'Ospedale municipale Aoba di Chiba. Tuttavia nel 2004 una commissione di valutazione provò che l'estensione non era necessaria, e al contrario sarebbe stato possibile terminare la linea alla stazione di Chiba, essendo la tratta fra quest'ultima e Kenchō-mae poco utilizzata. Un progetto alternativo di estensione vede la linea 2 proseguire per 2 km fino all'Università di Chiba.

## Galleria d'immagini

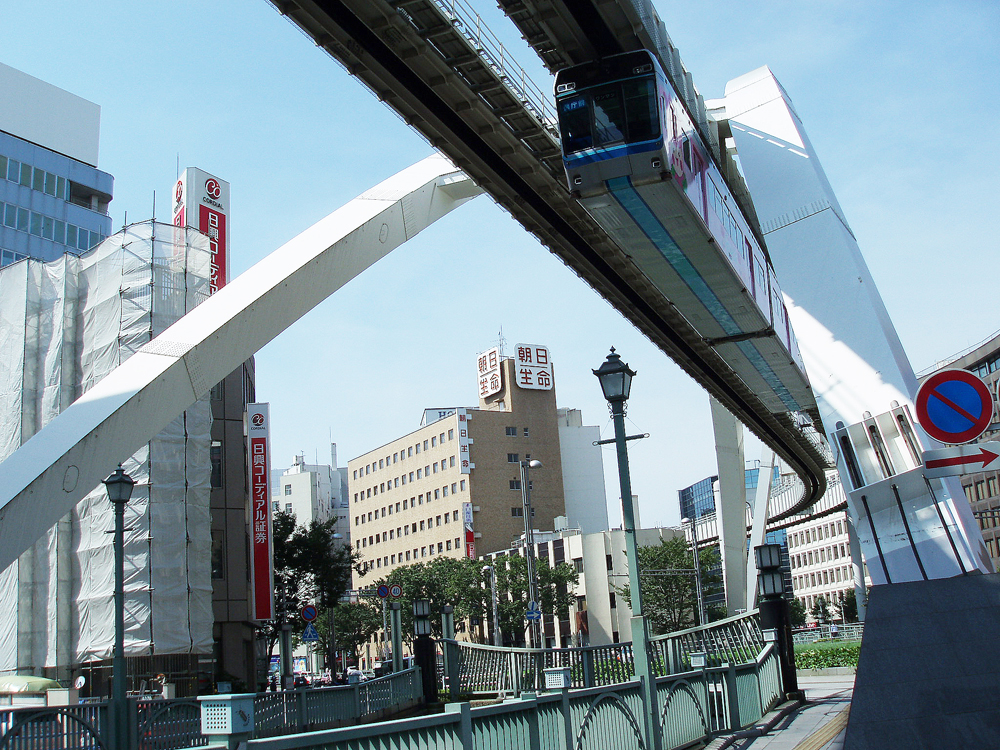
Aspetto della monorotaia
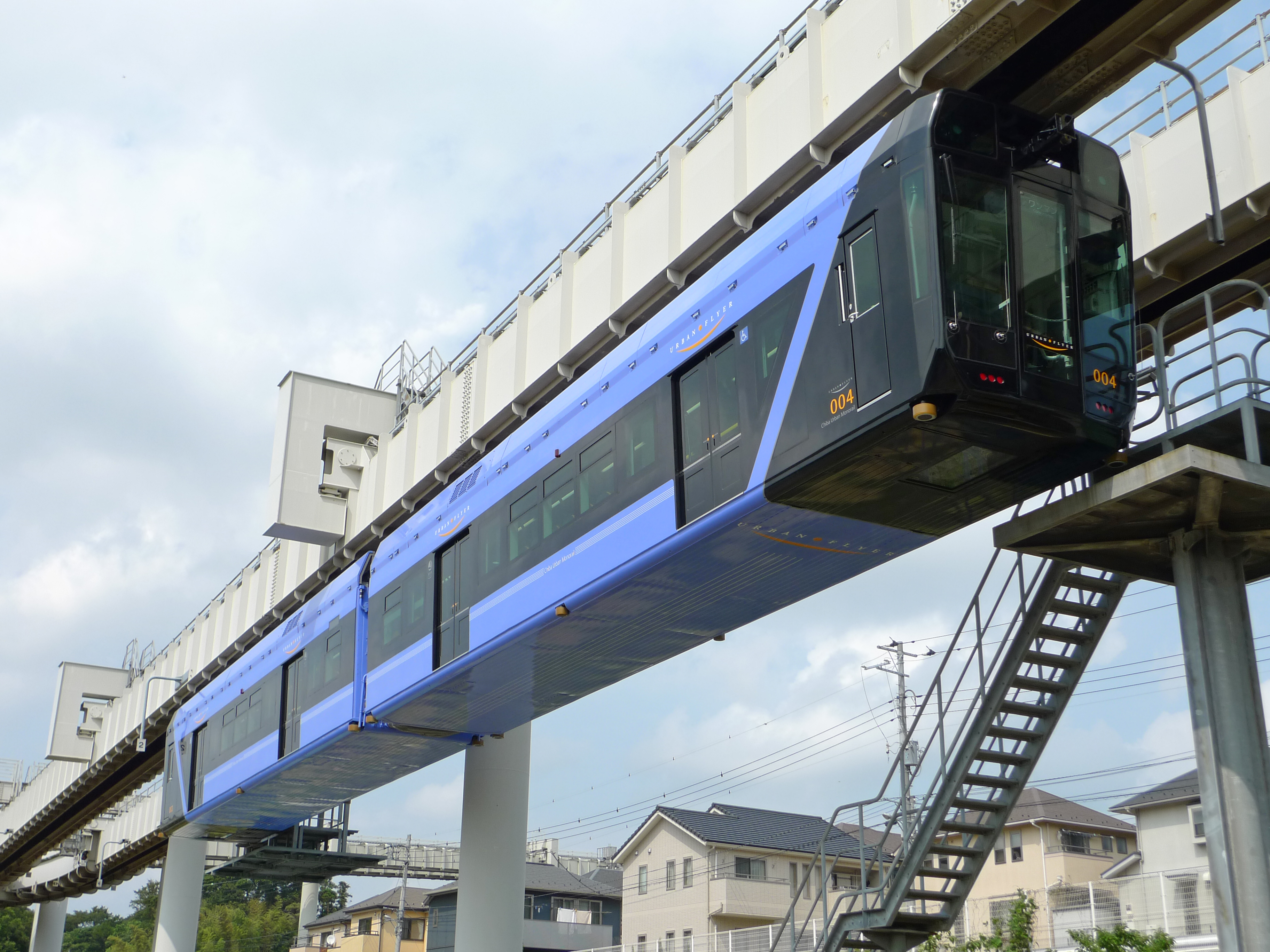
Il nuovo treno della serie 0
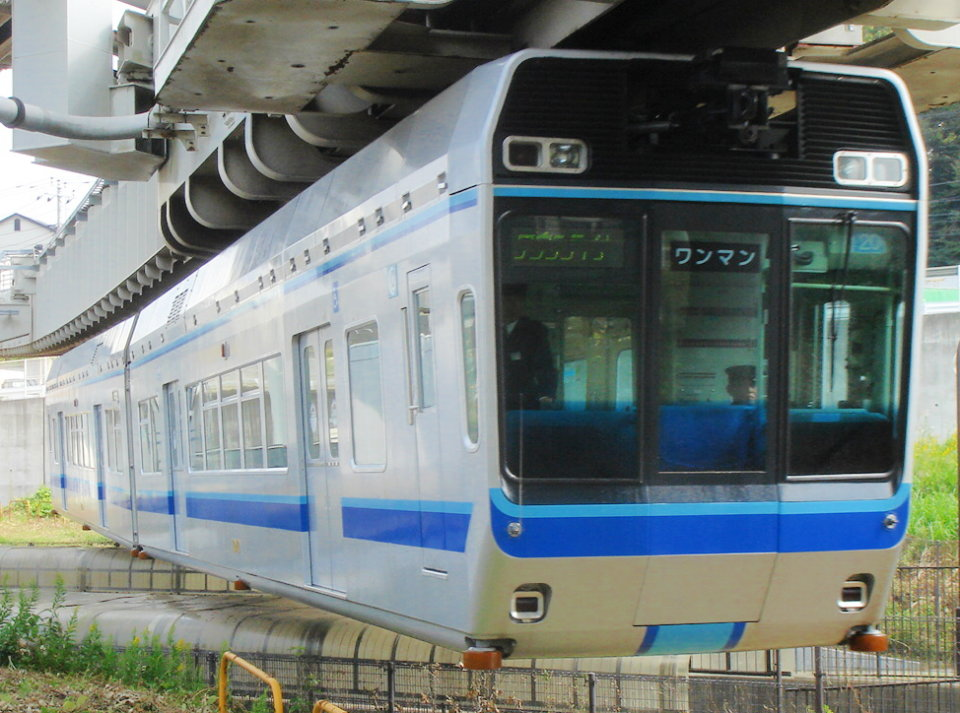
Treno della serie 1000
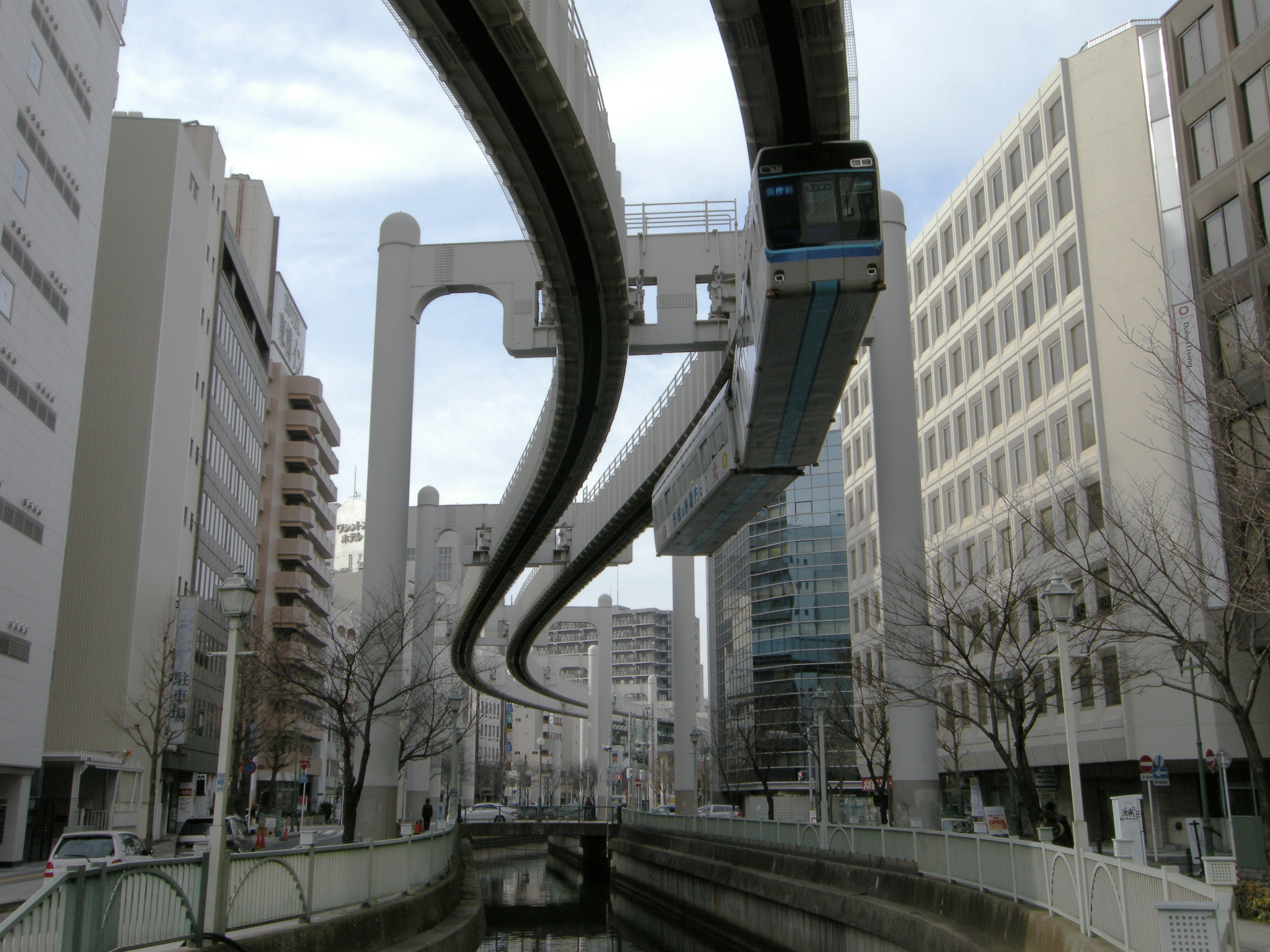
Aspetto dei binari sospesi